# Famana Quizera
Famana Quizera, né le 25 avril 2002 à Bissau en Guinée-Bissau, est un footballeur international bissaoguinéen. Il évolue au poste d'ailier droit à l'Académico de Viseu.

## Biographie

### En club
Né à Bissau en Guinée-Bissau, Famana Quizera est notamment formé au Portugal, au Alenquer e Benfica puis au Benfica Lisbonne avant de rejoindre l'Allemagne pour poursuivre sa formation au Borussia Mönchengladbach, qu'il rejoint à l'été 2018.
Le 1er septembre 2021, Famana Quizera fait son retour au Portugal en étant prêté par le Borussia à l'Académico de Viseu.
Il inscrit son premier but pour le club dès sa deuxième apparition, le 20 septembre 2021 contre le Leixões SC, en championnat. Il entre en jeu et participe à la victoire de son équipe (1-4 score final). Le 7 mai 2022 il se fait remarquer en réalisant le premier doublé de sa carrière, lors d'une rencontre de championnat contre le CD Nacional. Titularisé, il donne la victoire à son équipe (1-2 score final).
Le 21 juillet 2022, Quizera s'engage définitivement en faveur de l'Académico de Viseu. Il signe un contrat de quatre ans, soit jusqu'en juin 2026.

### En sélection

#### Avec le Portugal
Famana Quizera représente le Portugal en équipes de jeunes. Il est sélectionné avec l'équipe du Portugal des moins de 17 ans pour participer au championnat d'Europe des moins de 17 ans en 2019. Lors de ce tournoi organisé en Irlande il joue deux matchs dont un comme titulaire. Son équipe sort de son groupe mais est vaincue en quarts de finale face à l'Italie (1-0).
Quizera est sélectionné avec les moins de 20 ans pour un total de deux matchs joués en 2021.

#### Avec la Guinée-Bissau
Famana Quizera honore sa première sélection avec l'équipe nationale de Guinée-Bissau le 11 septembre 2023 contre la Sierra Leone. Il est titularisé et son équipe s'impose (2-1 score final). En décembre 2023, il est retenu dans la liste des vingt-cinq joueurs bissao-guinéens sélectionnés par Baciro Candé pour disputer la Coupe d'Afrique des nations 2023.